# Bò Nhật Bản
Bò Nhật Bản hay còn gọi là Wagyu (和牛 (Hòa ngưu) Wagyū) là tên gọi chung của bốn giống bò thịt đặc sản của Nhật Bản, chúng nổi tiếng khắp thế giới bởi thịt ngon và mềm. Vì vậy giá thịt bò đặc chủng này cũng rất đắt. Đặc trưng của loại thịt bò wagyu hảo hạng là vân mỡ lốm đốm trắng phân bố xen kẽ các thớ thịt đỏ với tỷ lệ đồng đều. Thành phần thịt và mỡ đều nhau tạo cho miếng thịt vừa mềm vừa thơm béo, nổi tiếng nhất là thịt bò Kobe. Chúng được mệnh danh là những con bò ăn cỏ non, nghe nhạc giao hưởng.
Ở một vài khu vực của Nhật Bản, thịt bò Wagyu được vận chuyển dưới nhãn hiệu tên của khu vực. Một vài ví dụ là thịt bò Matsusaka, thịt bò Kobe, thịt bò Yonezawa, thịt bò Mishima, thịt bò Ōmi, và thịt bò Sanda. Trong những năm gần đây, thịt bò Wagyu đã có sự thay đổi trong việc tăng tỉ lệ chất béo, do giảm chăn thả và tăng sử dụng thức ăn, dẫn đến kết quả gia súc to và béo hơn.

## Vân mỡ
Thịt bò Wagyu nổi tiếng khắp thế giới bởi thịt ngon và mềm. Vì vậy giá thịt bò đặc chủng này cũng rất đắt. Đặc trưng của loại thịt bò wagyu hảo hạng là vân mỡ lốm đốm trắng phân bố xen kẽ các thớ thịt đỏ với tỷ lệ đồng đều. Thành phần thịt và mỡ đều nhau tạo cho miếng thịt vừa mềm vừa thơm béo, nổi tiếng nhất là thịt bò Kobe. Chúng được mệnh danh là những con bò ăn cỏ non, nghe nhạc giao hưởng.
Thịt bò Wagyu Nhật Bản được phân loại theo lượng thịt có được từ một con bò: Hạng A có nghĩa là lượng thịt có thể sử dụng đạt năng suất cao, Hạng B có nghĩa là năng suất trung bình và Hạng C có nghĩa là lượng thịt khai thác được có năng suất thấp. Mỗi hạng sau đó được đánh số từ 1 đến 5 (3 là trung bình và 5 là vượt trội) để cho biết mức độ phân bổ chất béo giữa các cơ, màu sắc của thịt và chất lượng của chất béo.

## Chủng loại
Tuy thế giới quen gọi chung loại bò thịt đắt giá của Nhật Bản là bò Kobe nhưng đúng ra là bốn giống bò: 
- Giống bò lông đen Nhật (黒毛和種 (Hắc mao Hoà chủng) Kuroge Washu?),
- Giống bò lông đỏ (đỏ nâu) Nhật (赤毛和種 (Xích mao Hoà chủng) Akage Washu?),
- Giống bò cụt sừng Nhật (無角和種 (Vô giác Hoà chủng) Mukaku Washu?)
- Giống bò sừng ngắn Nhật Bản (日本短角種 (Nhật Bản Đoản giác chủng) Nihon Tankaku-shu?).[7][8]

Bốn giống này qua sự chăn nuôi chọn giống đã tạo ra giống bò cung cấp loại thịt với lượng omega-3 và omega-6 cao hơn thịt bò thường. Tỷ lệ mỡ đơn bất bão hòa (monounsaturated fat) cũng cao hơn so với mỡ bão hòa (saturated fat). Trên lý thuyết đây là loại mỡ ít độc hại hơn.
Trong số bốn giống bò thịt này thì bò đen Nhật Bản chiếm 90% tổng số chăn nuôi ở Nhật. Giống bò đen còn có phân loại mang tên địa phương như bò Tottori, bò Tajima, bò Shimane và bò Okayama. Bò nâu Nhật Bản (cũng gọi là bò đỏ), đứng hạng nhì về số lượng; có phân loại Kochi và Kumamoto. Bò sừng ngắn chiếm không đến 1%.

### Bò Kobe

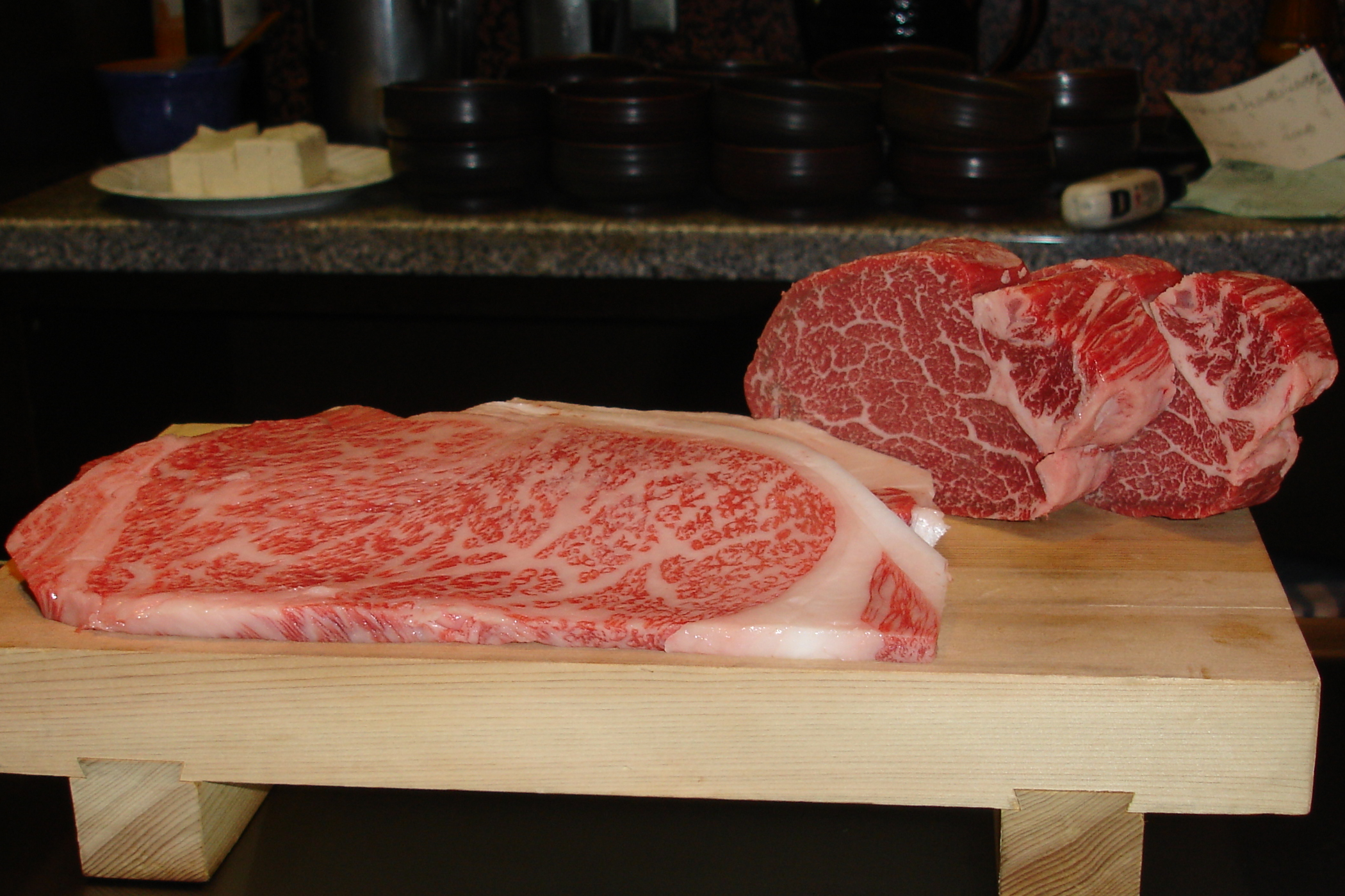
Kô-bê

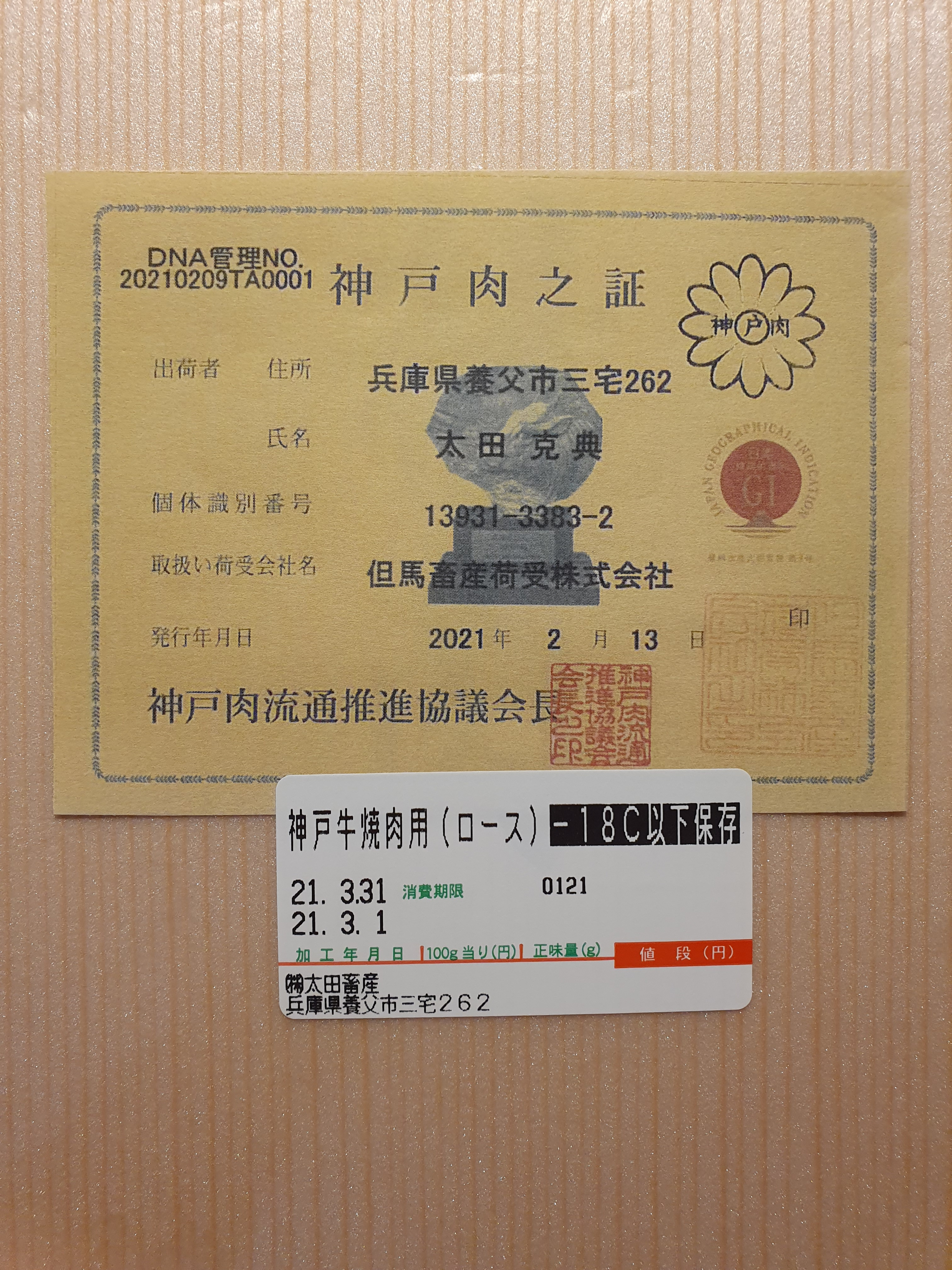
Giấy chứng nhận xác thực thịt bò Kô-bê

Bò Kobe thuộc giống bò Tajima-ushi, tức dòng bò đen Nhật Bản Kurage Washu. Đúng ra nếu mang tên đích danh bò Kobe thì phải nuôi ở Hyogo chứ không được xuất xứ từ nơi nào khác. Thịt bò Kobe béo và thơm, được xếp vào hàng "cực phẩm". Bò Kobe trong tiếng Nhật gọi là "Kobe-gyu" hoặc "Kobe-ushi" (神戶牛 (Thần Hộ ngưu')) hay "Kobe niku" (神戶肉 (Thần Hộ nhục) n.đ. '"thịt Kobe"'),. Thịt bò Kobe có thể dùng nấu bít tết, sukiyaki, shabu shabu (lẩu), sashimi (gỏi ăn sống), teppanyaki (nướng chảo) và nhiều cách khác.

## Lịch sử
Bò Kobe được nuôi ở Nhật Bản từ thế kỷ thứ II với vai trò là động vật làm việc nặng nhọc, được sử dụng trong kéo cày trồng lúa, thồ hàng, trong thời phong kiến (những năm 1600-1860), bò Kobe chỉ để sử dụng lấy sức kéo và người dân bị cấm giết mổ bò vì nó rất quan trọng với nền nông nghiệp Nhật thời đó. Trải qua suốt thời kỳ Edo (1603–1867), người Nhật hầu như không biết tới mùi vị của thịt bò Kobe, bởi theo quan điểm Phật giáo, họ không hề ăn thịt của động vật hay gia súc bốn chân. Trong suốt quãng thời gian trên, những người có cơ hội nếm thịt bò Kobe chỉ là những người lính. Theo nhiều tài liệu lịch sử, khi tham gia chiến trận, lính Nhật được ăn khẩu phần có thịt bò, giúp họ có thêm sức chiến đấu. Chỉ tới khi Thiên hoàng Minh Trị tiến hành cải cách (1868), phong tục kiêng ăn thịt gia súc mới dần được gỡ bỏ.
Khi thịt bò trở nên nổi bật hơn trong xã hội, người ta bắt đầu thuê công nhân mát-xa cho những con bò để cải thiện chất lượng thịt. Địa hình miền núi của các hòn đảo Nhật Bản đã khiến cho các vùng chăn nuôi ở Kobe bị cô lập và các kỹ thuật nuôi dưỡng bò đặc biệt đã khiến cho thịt bò Kobe có các hương vị rất đặc trưng và không giống một loại thịt bò nào trên thế giới. Khi văn hóa phương Tây tràn vào Nhật Bản, loại thịt bò trứ danh này mới được khai thác làm thực phẩm. Tuy nhiên, sản lượng đàn bò này vẫn rất thấp.
Nhưng với số lượng thịt Bò Kobe "do chính Hãng Kobe xuất xưởng" không có nhiều, mỗi ngày chỉ có vài con "Ngay chính người Nhật muốn đặt thịt bò Kobe do hãng Kobe cung cấp cũng có khi vài tháng mới đến lượt" cho nên những món được quảng cáo là thịt bò kobe thì rất có thể chỉ là loại thịt bò được nuôi theo phương pháp kobe hoặc có xuất xứ ở địa danh trên chứ chưa chắc đã phải là thịt bò do chính hãng Kobe cung cấp. Trong quá khứ, một số nhà hàng cao cấp của Mỹ đã từng nhập thịt bò từ Nhật Bản và các cửa hàng này đã mặc nhiên đề trong menu của mình rằng đây là thịt bò Kobe dù sự thực chúng chỉ là thịt bò có xuất xứ từ Nhật Bản. Hiện tại Nhật Bản chỉ mới xuất thịt bò Kobe sang một nơi duy nhất là Macao. Với việc nuôi thành công bò Kobe, Việt Nam cũng đã gia nhập vào hàng ngũ một số nước nuôi giống bò quý hiếm trên.

## Nuôi bò

### Tổng đàn
Quy trình nuôi dưỡng bò Kobe rất khắt khe. Thức ăn nuôi bò là những thứ bổ dưỡng như lúa non, cỏ tươi, còn đồ uống là nước được chiết xuất rất tinh khiết và thậm chí là cả bia. Vào 600 ngày trước khi được giết mổ, bò Kobe sẽ được ăn 4.800 loại thực phẩm để chúng tăng cân được 500 kg.
Hàng ngày, những chú bò đều được nghe nhạc giao hưởng của Mozart, Beethoven,... để giúp chúng thư giãn. Bò Kobe được dễ dàng nhận ra bởi toàn thân đen tuyền. Hiện chỉ có khoảng 3.000 con bò Kobe trên toàn thế giới và không có con nào ở ngoài biên giới Nhật Bản. Con bò phải được sinh ra ở vùng Hyogo, nuôi lớn bằng cỏ, nước và trong điều kiện khí hậu ở đây suốt đời. Quy trình còn ngặt nghèo đến nỗi, khi thịt bò Kobe được bán đi, cho dù trong cửa hiệu hay nhà hàng, thịt đó phải mã với 10 chữ số để người dùng biết đó là thịt đến từ con bò nào.
Ở Nhật, để được gọi là thịt bò Kobe, sản phẩm thịt phải đảm bảo những tiêu chuẩn hết sức ngặt nghèo. Đó phải là thịt của con bò giống Tajima-gyu thuần chủng, bò lai không được chấp nhận. Con bò phải được sinh ra ở vùng Hyogo, nuôi lớn bằng cỏ, nước và trong điều kiện khí hậu ở đây suốt đời. Đó phải là một con bò đực hoặc bò cái chưa qua sinh nở. Thời gian nuôi một con bò Tajima-gyu cho tới lúc được lấy thịt cũng lâu hơn các giống bò khác, khiến chi phí đội thêm.
Giá thị trường của mỗi cân thịt bò Kobe có giá trên 500 USD. Tại Hyogo, trong 5.500 con bò được nuôi dưỡng, số lượng đạt tiêu chuẩn để ghi tên Kobe chỉ khoảng 3.000 con, một nửa trong số này được giết thịt để cung ra thị trường mỗi năm. Như vậy, tính trung bình, mỗi ngày trên toàn thế giới chỉ có khoảng ba con bò Kobe được giết thịt, tương đương 1,2 tấn thịt được cung ứng.

### Quy trình

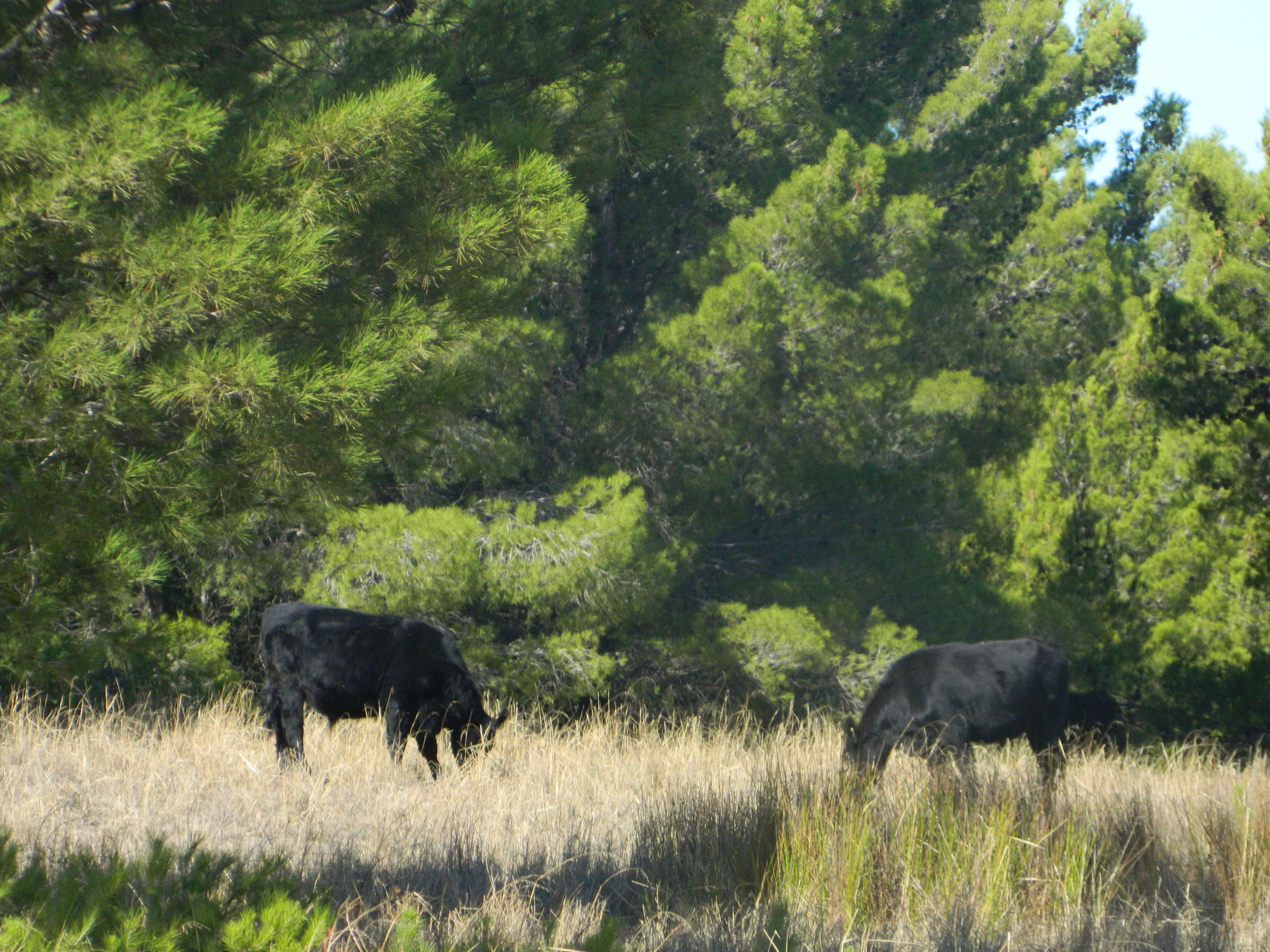
Chăn nuôi bò Kô-bê ở đảo Hindmarsh, Úc

Bò được chăm sóc rất kỹ từ khi còn bé. Mỗi trang trại wagyu chỉ nuôi từ 10 tới 15 con bò. Theo chiều dọc của chuồng, trọng lượng bò giảm dần theo tuổi để tiện chăm sóc, bò ăn giặm ở ô riêng, bò vỗ béo riêng, thậm chí bò cái và bò đực cùng lứa tuổi cũng được nhốt riêng tuân theo một chế độ ăn uống đặc biệt. Khẩu phần ăn của chúng được quản lý chặt chẽ để tạo ra những thớ thịt săn chắc. Thông thường, 60% bê con sẽ sinh trưởng khỏe mạnh. Chúng được cai sữa khi đạt 8-10 tháng tuổi, rồi được chuyển cho các trang trại để bắt đầu quá trình nuôi tập trung, với khẩu phần ban đầu bao gồm thức ăn thô và thức ăn gia súc, như cỏ tươi xanh, cỏ ủ chua, rơm, phế phẩm từ các nhà máy đóng hộp.
Chúng được cho chăn thả, nhưng không quá xa chuồng trại. Mỗi trang trại chỉ được nuôi 10 - 15 con bò trong kỳ vỗ béo vài ba con bê. Trong 10 tháng đầu kể từ khi cai sữa, bò Kobe chỉ được phép có cân nặng giới hạn 250 – 280 kg/con. Vào giai đoạn vỗ béo, những con bò được massage mỗi ngày. Thời gian massage phụ thuộc vào giai đoạn sinh trưởng của từng con, lượng mỡ trong cơ thể chúng. Yêu cầu quan trọng đối với người nuôi bò Kobe là mỡ và thịt của chúng phải được phân bố đều, trong đó, mỡ chiếm khoảng 35%. Trong thời gian này, người nuôi cũng không được phép để bò tăng quá 0,6 kg/ngày. Thức ăn của những con bò Kobe đều được chọn lọc là thức ăn rất bổ dưỡng như lúa non, cỏ tươi, còn đồ uống là nước được chiết xuất, nước lọc tinh khiết (có nơi người dân phải khoan giếng sâu tới 180m dưới lòng đất để lấy nước cho bò uống).
Hàng ngày người dân cho bò tắm bằng nước ấm. Những người dân ở đây cho rằng thịt bò sẽ ngon khi bò cảm thấy hạnh phúc, vì vậy chúng được massage hàng ngày bằng chổi rơm. Việc massage này trên thực tế ngoài việc làm cho bò cảm thấy hạnh phúc hơn thì sẽ giúp cho mỡ của bò được tan bớt đi (giống như chúng ta đánh mỡ) và bò sẽ có chất lượng thịt cao hơn vì khi đó các thớ thịt bò Kobe thành phẩm sẽ mềm và ngon hơn. Hằng ngày, những người chăn nuôi phải tắm bò đều đặn bằng vòi nước ấm và massage bằng rượu sakê giúp những lớp mỡ nằm dọc ngang hòa quyện vào lớp thịt nạc khiến cho thịt bò Kobe trở nên béo ngậy, thơm ngon (còn gọi là mỡ vân cẩm thạch). Vào khoảng tháng 8 đến tháng 10 hàng năm, khi nhiệt độ ngoài trời lên tới 30 độ C, những con bò thường bị nóng và điều này khiến chúng bỏ ăn. Khi đó, người nuôi sẽ cho bò uống bia để kích thích vị giác của chúng, đồng thời giúp thức ăn dễ tiêu hóa hơn. 

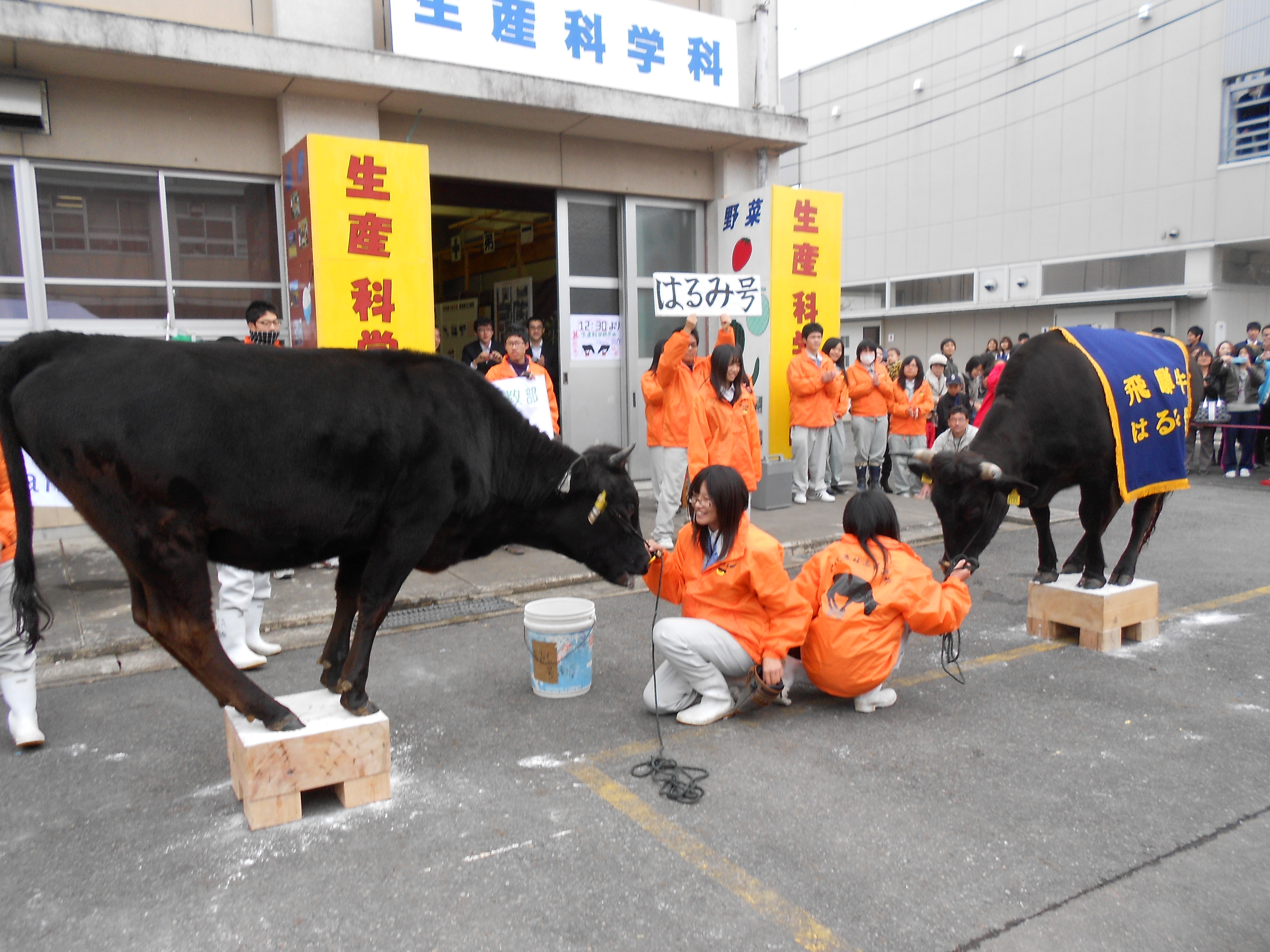
Một cuộc thi về bò Kobe

Càng về những giai đoạn cuối trước khi xuất chuồng, việc chăm sóc càng trở nên quan trọng để bò nạp nhiều năng lượng và giảm tiêu hao năng lượng. Do đó người ta cho bò nghe nhạc giao hưởng và uống bia. Giai đoạn này, bò được ăn thêm cả vào ban đêm để tăng trọng nhanh, được uống bia để thêm năng lượng khi nguồn thức ăn vào cơ thể có giới hạn. Khi lớp mỡ tích tụ dưới da dày lên, người ta dùng máy mátxa để đánh tan mỡ, chuyển chúng thấm sâu vào giữa các thớ thịt. Đây là giai đoạn quan trọng quyết định phẩm cấp các loại thịt bò Kobe. Chỉ cần vân mỡ không thấm đều, nhuyễn ra giữa các thớ thịt mà bị vón cục là thịt bò không đạt chuẩn hạng cao. Cần những kỹ thuật nuôi, chăm sóc đặc biệt, kỳ công mới tạo ra những miếng thịt bò vân mỡ đẹp đạt được phẩm cấp
Việc nghe nhạc để giúp bò thư thái, ăn được nhiều hơn. Còn mở nhạc cho bò nghe khi ăn là nhằm tạo phản xạ có điều kiện. Cụ thể, khi bò Kobe đạt đến trọng lượng trên 800 kg thường có xu hướng biếng ăn. Nếu bò không ăn thì lớp mỡ sẽ tiêu hao, khi đó không thể tạo vân mỡ trong thịt bò. Do đó, dù bò không muốn ăn nhưng nghe nhạc là tự động đến máng ăn. trong quá trình nuôi bò đã được cho ăn hèm bia, ba tháng trước khi xuất chuồng, bò phải được cho uống bia để tích tụ mỡ, giữ trọng lượng theo quy chuẩn. Tùy theo thể trọng của bò mà có thể cho uống 1-10 lít bia/ngày. Tích tụ mỡ là điều kiện cần song bò phải có vóc dáng tốt mới là điều kiện đủ. Vóc dáng tốt được diễn giải là mỡ tích tụ ở bắp vai, bắp chân, hông. Ở Nhật, người ta sử dụng công nghệ massage để đưa lớp mỡ thấm sâu vào trong lớp thịt. Đây là bí quyết quyết định chất lượng thịt ngon hay không và giá cả sẽ được tính toán theo hình thái lớp mỡ hiển thị trong sớ thịt bò.
Bò lấy thịt được thiến để đảm bảo sự tinh khiết trong từng thớ thịt. Trải qua 18 - 19 tháng vỗ béo, những con bò có tuổi thọ khoảng 3 năm sẽ đạt tổng trọng lượng trên 700 kg. Khi đó, chúng sẽ được phân loại theo chất lượng thịt để mang tên loại bò đắt nhất thế giới (Kobe) hay chỉ theo tên của trang trại. Những con bò xuất chuồng phải được mổ ngay tại khu vực chăn nuôi, sau đó đóng dấu của hàng loạt cơ quan chuyên trách Nhật Bản, trong đó có đơn vị chuyên quảng bá thịt bò Kobe. Những con bò đủ tiêu chuẩn sẽ được mang bán đấu giá. Con ngon nhất sẽ chỉ có tổng lượng thịt khoảng 470 kg, và có mức giá tương đương 1 tỷ đồng.
Riêng ở Úc, nhiều trang trại còn bổ sung vào khẩu phần ăn hàng ngày của những con bò Wagyu một ly rượu vang đỏ Cabernet Syrah Merlot liên tục trong ít nhất 1 tháng, khiến bò cảm thấy ngon miệng và bớt căng thẳng hơn. Ngoài ra, những thành phần chống oxy hóa trong rượu vang còn tác động đến màu thịt bò, khiến mùi vị của thịt hấp dẫn hơn. Những chú bò giống Wagyu sống khá rất thoải mái ít khi phải vận động và không bị stress từ đó các chất tinh túy, chất dinh dưỡng thấm hết vào phần thịt, khiến miếng thịt bò cực kỳ thơm ngon, mềm mại nhưng không bở, thịt bò luôn có sự phân bố khá đều giữa thịt và mỡ. Ở Việt Nam, toàn bộ thức ăn cho bò Kobe được dùng từ thức ăn thô chứ không phải thức ăn công nghiệp. Đó là cỏ trồng tại trang trại, bã mía, lõi bắp lên men, gạo tấm thay cho bắp nhập khẩu và các chất bổ sung khác.

## Tình hình
Theo thống kê, hiện cả thế giới chỉ có khoảng 3.000 con bò Kobe, và dĩ nhiên, không có con nào ở ngoài Nhật Bản. Tại Hoa Kỳ, tất cả các sản phẩm thịt bò từ Nhật Bản không được nhập khẩu vào Hoa Kỳ từ năm 2010 do bệnh lở mồm long móng. Chính vì vậy, có thông tin cho rằng tất cả thịt bò Kobe tại Mỹ đều là hàng giả. Tại Việt Nam, bò Kobe cũng bị cấm nhập khẩu, mặc dù các thịt bò mang nhãn mác Kobe được bày bán rất nhiều trên các nhà hàng tại Hà Nội và Thành phố Hồ Chí Minh. có thể đã có một đường dây buôn lậu thịt bò Kobe từ Nhật Bản vào Việt Nam bằng chứng thư giả bởi việc đưa thịt bò Kobe vào Việt Nam bằng con đường "xách tay" là rất khó. Có thể các nhà hàng đang bán bò New Zealand nhưng mạo danh là bò Kobe. Hiện nay bò Kobe cũng được nuôi ở Lâm Đồng, trong đó chủ yếu là thế hệ lai F1.

### Tại Nhật

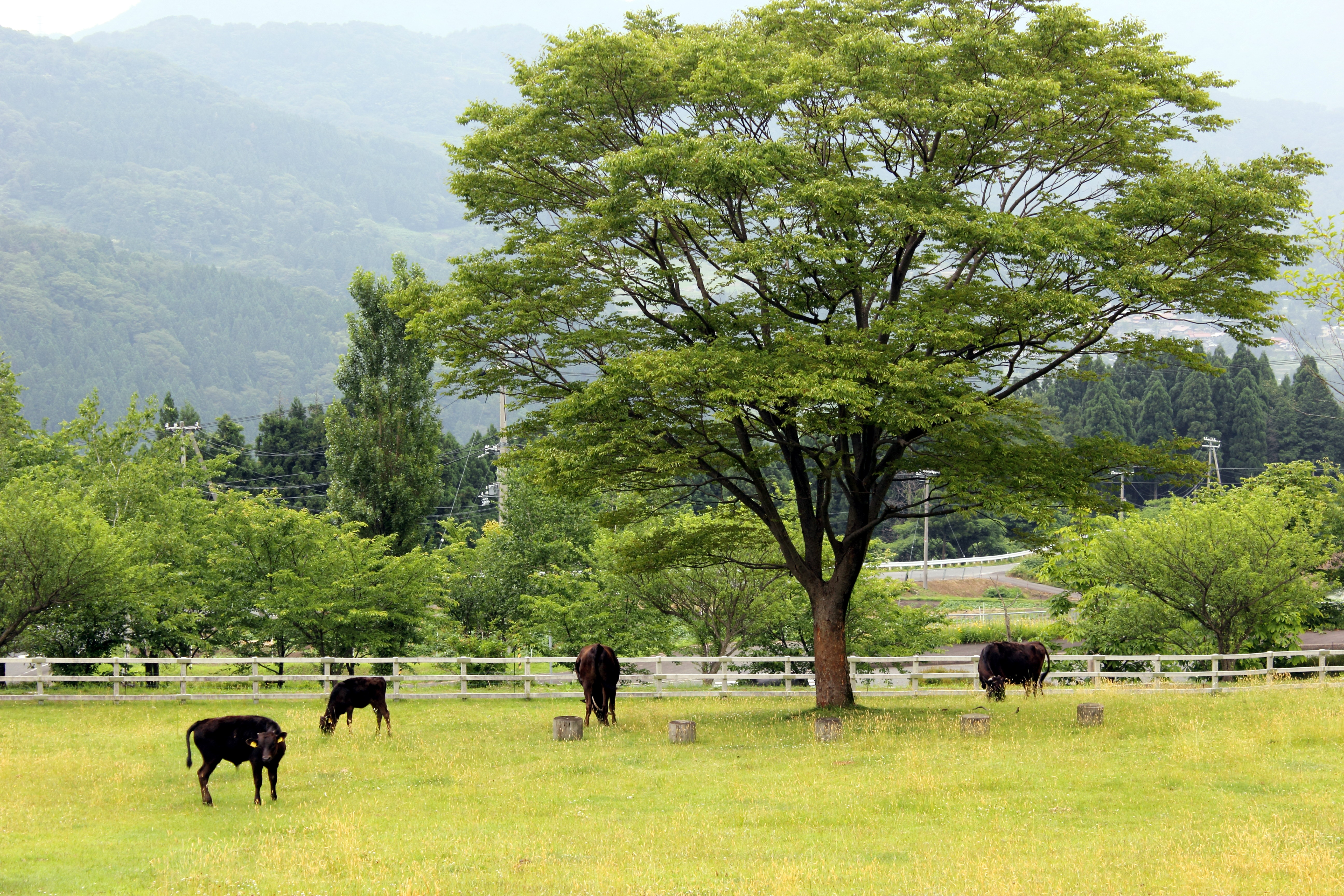
Chăn nuôi bò Kobe tại Nhật Bản

Thịt bò Kobe ở Nhật Bản là một thương hiệu của.Hiệp hội Marketing & Quảng cáo bò Kobe (神戶肉流通推進協議會 (Thần Hộ nhục Lưu thông Thôi tiến Hiệp nghị hội)). Nó phải đáp ứng những điều kiện sau đây:
- Bò nhà Tajima phải được sinh ra ở Hyōgo.
- Nuôi dưỡng tại đồng cỏ ở Hyōgo.
- Bò phải được đem đi thiến để đảm bảo sự tinh khiết.
- Quá trình làm thịt phải được diễn ra ở Kobe, Sanda, Kakogawa, Himeji, Nishinomiya.
- Tỉ lệ thịt và mỡ, gọi là BMS, phải trên mức 6.
- Chất lượng thịt phải từ điểm 4 đến 5.
- Tổng trọng lượng của thịt từ một con bò phải từ 470 kg trở xuống.

Nhưng với số lượng thịt Bò Kobe "do chính Hãng Kobe xuất xưởng" không có nhiều, mỗi ngày chỉ có vài con "Ngay chính người Nhật muốn đặt thịt bò Kobe do hãng Kobe cung cấp cũng có khi vài tháng mới đến lượt" cho nên những món được quảng cáo là thịt bò kobe thì rất có thể chỉ là loại thịt bò được nuôi theo phương pháp kobe hoặc có xuất xứ ở địa danh trên chứ chưa chắc đã phải là thịt bò do chính hãng Kobe cung cấp.

### Tại Mỹ
Các nhà hàng, đặc biệt là nhà hàng tại Mỹ, được quyền quảng bá các loại thịt có nguồn gốc khác nhau là thịt bò Kobe dưới sự cho phép của chính phủ Mỹ, tuy nhiên có ý kiến cho rằng tất cả thịt bò Kobe tại Mỹ đều là giả. Danh tiếng, chất lượng của thịt bò Kobe Nhật Bản khiến những người sành điệu sẵn sàng chấp nhận bỏ ra một khoản tiền lớn để thưởng thức những miếng thịt được quảng cáo là thịt bò Kobe. Thương hiệu bò Kobe lại tràn ngập trong khắp các cửa hàng trên nước Mỹ. Người tiêu dùng có thể mua loại thịt này một cách dễ dàng qua các siêu thị hay thậm chí là đặt hàng qua mạng. Các món ăn làm từ "thịt bò Kobe" cũng có giá đắt hơn nhiều so với các món ăn cùng loại khác.
Ở Mỹ, để được gọi là "thịt bò Kobe" có vẻ dễ hơn nhiều. Các loại thịt được gọi là "thịt bò Kobe" có thể được nhập khẩu từ vùng Midwest, Nam Mỹ hay Australia. Mặc dù thịt bò Kobe, thịt Kobe và gia súc Kobe là các nhãn hiệu đã được đăng ký và bảo hộ ở Nhật, các nhãn hiệu này lại chưa hề được đăng ký hay bảo hộ theo luật Mỹ Các nhà hàng tại Mỹ gọi loại thịt này với cái tên "thịt bò Wagyu" để đánh lừa khách hàng. Các nhà hàng này giải thích với khách rằng Wagyu là tên của giống bò cho ra thịt bò Kobe. Nhưng sự thật thì từ "Wagyu" trong tiếng Nhật chỉ có nghĩa là "gia súc Nhật Bản", dùng để chỉ toàn bộ các giống gia súc ở Nhật.

### Tại Việt Nam
Ở Việt Nam, từ năm 2004, bò Nhật Bản chính thức được Chính phủ cho phép nhập khẩu sau nhiều năm chỉ có hàng xách tay hoặc nhập lậu. Trang trại bò Kobe đầu tiên được xây dựng tại xã Tân Lạc, huyện Bảo Lâm (Lâm Đồng), cách trung tâm thành phố Bảo Lộc trên 20 km. Giữa thung lũng trà và cà phê xanh mát, gần 100 con bò Kobe thế hệ F1 (50% máu Kobe) đang được nuôi dưỡng và số lượng tổng đàn vẫn tiếp tục tăng lên theo thời gian. Giai đoạn đầu, tỉ lệ chết trên đàn bò con Kobe lên đến 20%. lứa bò Kobe đầu tiên mới chỉ 18 tháng tuổi nhưng đã nặng gần 500 kg. Phải mất 10-14 tháng nữa lứa bò này mới đủ trọng lượng và thời gian xuất chuồng
Trước đó, từ nhiều năm, trên một số website, thịt bò Kobe Nhật Bản được rao bán tại Việt Nam với giá từ 3,5 - 4 triệu đồng/kg và tại một số nhà hàng ở Hà Nội, Thành phố Hồ Chí Minh có quảng cáo món ăn làm từ thịt bò Kobe. Có thể các nhà hàng đang bán bò New Zealand nhưng mạo danh là bò Kobe và khi họ bỏ số tiền lớn để thưởng thức món ăn làm từ thịt bò Kobe. Thực chất đó là thịt bò nhập lậu, không được kiểm dịch và không phải là thịt bò Kobe chính hiệu. Việt Nam đã cấm quảng cáo, bán thịt bò Kobe, và khuyến cáo cần đề phòng thịt bò Kobe giả từ thịt bò Úc bởi thịt bò Úc có màu sắc, mùi vị cũng như độ mềm khá giống với thịt bò Kobe Nhật Bản.
Vì không được nhập qua chính ngạch nên hoặc là các cơ sở kinh doanh đang gian lận giả mạo thịt bò Kobe để qua mặt người tiêu dùng, hoặc có hiện tượng tạm nhập tái xuất và lợi dụng tình thế này để thẩm lậu vào Việt Nam. Việt Nam từng kiểm tra một lô thịt bò Kobe vận chuyển bằng đường hàng không từ Nhật sang. Lô thịt bò này khoảng 50 kg không có các loại giấy tờ liên quan nên cơ quan chức năng đã tịch thu tiêu hủy. Các trạm thú y phối hợp với cơ quan chức năng các quận, huyện tiến hành rà soát, kiểm tra các nhà hàng, quán ăn trên địa bàn. Sau đó, thịt bò Kobe lại xuất hiện trên thị trường với giá 4-5 triệu đồng/kg, các sản phẩm như bò Kobe (mông) có giá 200 USD/kg, còn A4 (mông) 160 USD/kg, bò A5 (thăn lưng) giá 250 USD/kg.

## Bò Hida
Nhật Bản đã lai tạo được giống bò mới có chất lượng thịt hảo hạng, loại thịt bò này được bán với giá khoảng 50.000 yên/kg (khoảng 9 triệu đồng). Năm 1982, bò Yasufuku ("cha đẻ" của bò Hida) giành giải thưởng bò đực tốt nhất trên toàn Nhật Bản. Sau đó, nó được nhân giống giúp tạo ra 40 ngàn con bê. Những con bò được phối giống từ bò Yasufuku luôn được mua với mức giá cao ngất trời trong các buổi bán đấu giá trên thị trường bò thịt.
Đến năm 1993, con bò Yasufuku đã chết. Những con bò Hida được nuôi dưỡng tại tỉnh Gifu thuộc giống bò lông đen là một trong 4 giống bò ngon nhất, xuất hiện ở Nhật Bản vào khoảng thập niên 1980, có thể nói thịt bò Hida chính là kết quả của sự kết hợp tinh túy giữa việc đổi mới kĩ thuật nuôi dưỡng và lựa chọn những giống bò tốt nhất. Tại Gifu thì yếu tố di truyền nòi giống và đặc biệt thổ nhưỡng mới là yếu tố tối quan trọng, kĩ thuật nuôi không phải là yếu tố quyết định hoàn toàn đến chất lượng thịt bò..
Đặc điểm của thịt bò Hida là những vân mỡ trắng phân bố xen kẽ giữa các thớ thịt hồng với tỉ lệ gần như tương đồng, thịt bò Hida mềm đến mức gần như tan chảy trong miệng. Chất lượng thịt bò Nhật Bản được đánh giá dựa trên nhiều tiêu chuẩn, trong đó quan trọng nhất là tiêu chuẩn về tỷ lệ thịt và mỡ được gọi là B.M.S. Có tất cả 12 mức B.M.S, dựa theo những yếu tố này mà hiện nay thịt bò Hida được đánh giá còn "tiêu chuẩn" và "khắt khe" hơn cả thịt bò Kobe. Để cho ra loại thịt có chất lượng ưu việt, những con bò Hida phải trải qua nhiều kiểm định nghiêm ngặt, đáp ứng đủ những tiêu chuẩn hết sức khắt khe về màu sắc, lượng mỡ, độ chắc của thịt và mùi thơm trước khi được mổ.
Một con bò Hida đã mổ xong có giá vào khoảng 10 triệu yên (1,7 tỷ đồng). Mỗi con bò tách được khoảng 300 kg thịt. Những lúc thịt bò Hida đem đi thi đấu với các loại thịt bò khác ở Nhật có giá lên tới 50.000 yên/kg (gần 9 triệu đồng), giá thịt bò này đang được xếp vào hàng cao nhất thế giới. Giống bò mới này được sản xuất chủ yếu cung cấp cho thị trường nội địa, đặc biệt bò Hida có số lượng rất hạn chế, Nhật Bản chỉ xuất khẩu loại thịt bò nổi tiếng này của họ đến một vài nước trên thế giới.
Bò Hida được nuôi với quy trình rất chặt chẽ. Bò được cho nghe nhạc từ sáng đến chiều tối để thư giãn. Ngoài chất lượng thơm, ngon, thịt bò Hida còn được phân tích, đo lường tỉ lệ mỡ và thịt, từ đó điều chỉnh kĩ thuật chăn nuôi nhằm cho ra thị trường loại thịt bò đủ dinh dưỡng, tốt cho sức khỏe người tiêu dùng. Bò Hida được nuôi bằng những thức ăn bổ dưỡng như lúa non, cỏ tươi, tắm bằng nước ấm, uống nước tinh khiết thậm chí là cả bia và rượu sake để kích thích tiêu hóa. Chúng cũng được massage hàng ngày bằng "chổi rơm" để giúp" thư giãn và đánh tan lượng mỡ thừa. Không những thế ở một số trang trại khi chải lông bò còn được tắm bằng rượu shochu để làm đẹp da, đồng thời giúp giải độc cho bò.
Nhiệt độ chuồng luôn duy trì ở mức độ 27-28 độ C và luôn được kiểm tra nghiêm ngặt, người nuôi còn cho bò Hida nghe nhạc giao hưởng êm dịu để thư giãn, cũng như tạo ra những miếng thịt bò đạt chất lượng tốt. Tại các trang trại nuôi bò ở Hida, từ sáng sớm đến lúc hoàng hôn, người ta cho bò nghe những bản nhạc giao hưởng êm dịu. Nhằm tạo ra những miếng thịt có chất lượng, các con bò Hida phải trải qua nhiều kiểm định nghiêm ngặt, đáp ứng đủ các tiêu chuẩn khắt khe như độ chắc của thịt, màu sắc, lượng mỡ.